# Jayavarman V
Jayavarman V (mort en 1000) fut souverain de l'Empire khmer de 968 à 1000.
Son règne est surtout connu pour l'influence qu'exerça Yajnavaraha, son maître spirituel, prêtre, médecin, astronome et musicien à la cour de Rajendravarman II, et petit-fils de Harshavarman Ier.
À noter aussi les importants travaux effectués dans la région d'Angkor sur la nouvelle capitale, Jayendranagari (« capitale du monarque triomphant ») située sur la rive ouest du Baray occidental et sur le temple d'État de Ta Kev (appelé aussi Ta Keo). Jayavarman V meurt en 1000, et son neveu par alliance Udayadityavarman Ier lui succède brièvement (1001-1002), suivi par Suryavarman Ier.